# SC Röthis
Der Sportclub Röfix Röthis, kurz SC Röthis, ist ein Fußballverein aus der Vorarlberger Gemeinde Röthis. Der Verein gehört dem Vorarlberger Fußballverband (VFV) an und spielt ab der Saison 2025/26 in der Eliteliga Vorarlberg, der vierthöchsten Spielklasse.

## Geschichte
Der SC Röthis wurde im Jahre 1976 gegründet. In den ersten Jahren des Bestehens spielte der Verein im unterklassigen Vorarlberger Amateurfußball. In der Saison 1993/94 gelang dann als Vizemeister der 1. Landesklasse der erstmalige aufstieg in die Vorarlbergliga, in der sich der Verein aber nur eine Spielzeit hielt, ehe es 1995 direkt wieder zurück ins Unterhaus ging. Am Ende der Saison 1997/98 durfte der Verein aufgrund einer Umstrukturierung der Vorarlbergliga als Fünfter wieder in die vierthöchste Spielklasse aufsteigen. Am Ende der Saison 2002/03 folgte dann nach fünf Jahren Viertklassigkeit als Tabellenschlusslicht der nächste Abstieg in die Landesliga.
Dort verblieb Röthis vier Jahre lang, ehe in der Saison 2006/07 erstmals der Meistertitel in der fünfthöchsten Spielklasse errungen wurde und der Verein somit wieder in die Vorarlbergliga aufsteigen durfte. Hatte man die erste Saison nach der Rückkehr noch als Elfter beendet, so wurde Röthis in der Saison 2008/09 hinter den SCR Altach Amateuren Vizemeister und erreichte somit das bis dahin beste Ergebnis der Vereinsgeschichte. In den folgenden Jahren klassierte sich Röthis dann aber wieder immer im gesicherten Mittelfeld der Liga. In der Saison 2014/15 wurde der Verein Dritter. In der Spielzeit 2017/18 sicherte sich der Verein zum zweiten Mal den Vizemeistertitel, diesmal hatte man im Aufstiegsrennen das Nachsehen gegen den FC Langenegg. Nach der Saison 2018/19 wurde der Vorarlberger Amateurfußball dann umstrukturiert und Röthis durfte als Fünfter der Vorarlbergliga in die neu geschaffene Eliteliga Vorarlberg aufsteigen. In dieser belegte der Verein in der Saison 2019/20 nach dem Grunddurchgang den sechsten Rang, ehe die Saison COVID-bedingt abgebrochen wurde. Auch die Saison 2020/21 musste vorzeitig beendet werden. In der Saison 2021/22 belegte der Klub nach dem Grunddurchgang Rang vier, die Abstiegsrunde schloss Röthis dann als Tabellenerster ab, womit man sich erstmals für den ÖFB-Cup qualifizierte.
In diesem wurde als Erstrundengegner in der Saison 2022/23 der Vizemeister SK Sturm Graz zugelost.